# Universidade de Bristol

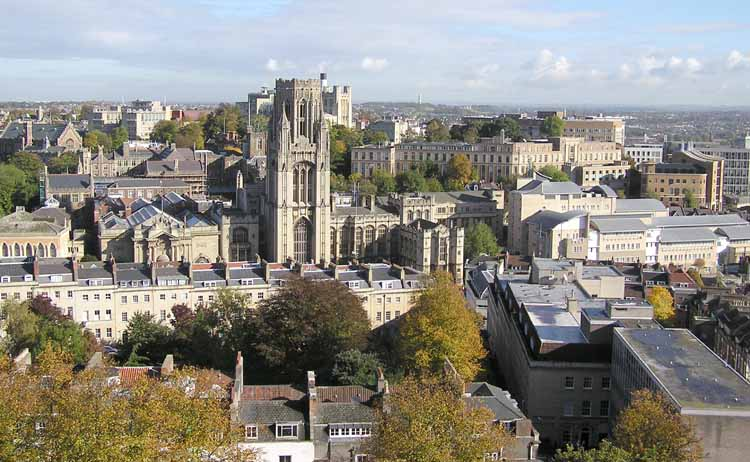
A maior parte dos prédios aqui vistos são utilizados pela universidade

A Universidade de Bristol (em inglês:University of Bristol) é uma universidade de pesquisa pública localizada em Bristol, Reino Unido. Faz parte das universidades de "tijolos vermelhos" e recebeu o "Royal Charter" em 1909, embora a sua instituição predecessora, University College, Bristol, já existia desde 1876.
A Universidade é amplamente considerada uma das melhores no Reino Unido e goza de uma forte reputação global, sendo consistentemente classificada como uma das 10 melhores da Europa. É uma das universidades mais populares no Reino Unido, com mais de 14 candidatos competindo para cada lugar, dos quais possuem nota média de 4 A's nos "A-Levels". Para alguns dos cursos mais populares, tais como Economia e Direito, pode haver até 40 candidatos por vaga. A Universidade teve um faturamento de £373m em 2009/10 e é o maior empregador independente em Bristol.
Bristol está associada com 11 Prêmios Nobel e acadêmicos atuais incluem 18 membros da Academia de Ciências Médicas, 10 membros da Academia Britânica, 13 membros da Academia Real Inglesa de Engenharia e 31 membros da Sociedade Real.
Bristol é membro do Grupo Russell, Coimbra Group da Europa e da Rede Worldwide Universities Network, dos quais o Vice-Chanceler da Universidade Prof. Eric Thomas foi presidente (2005–2007).

## Alunos famosos
- Paul Dirac,[1] engenheiro e matemático britânico.
- Cecil Frank Powell,[1] físico britânico.
- William Ramsay, químico britânico.
- Dorothy Hodgkin,[1] química britânica.
- Nevill Francis Mott,[1] físico britânico.
- David Bohm, físico norte-americano.
- James Blunt, cantor britânico.
- Angela Carter, escritora britânica.
- Sarah Kane, dramaturga britânica.
- David Gibbins, escritor canadense.
- Michael Winterbottom, cineasta britânico.
- Jason Isaacs, ator britânico.
- Emily Watson, atriz britânica.
- Alberto Santos Dumont,[2] aeronauta e inventor brasileiro.